# 哈謝恩達索拉諾公園 (亞利桑那州)
哈謝恩達索拉諾公園（英語：Hacienda Solano Park）是位於美國亞利桑那州馬里科帕縣的一個非建制地區。該地的面積和人口皆未知。

## 地理
哈謝恩達索拉諾公園的座標為33°18′18″N 111°47′27″W / 33.30500°N 111.79083°W，而該地的平均海拔高度為380米（即12501英尺）。